# La Ferté-Alais
La Ferté-Alais település Franciaországban, Essonne megyében. Lakosainak száma 3663 fő (2022. január 1.). La Ferté-Alais Baulne, Cerny, D’Huison-Longueville, Guigneville-sur-Essonne és Videlles községekkel határos.

## Népesség
A település népességének változása:
| Lakosok száma | 3960 | 3909 | 3938 | 3800 | 3730 | 3659 | 3656 | 3649 | 3663 |
|               | 2013 | 2015 | 2016 | 2017 | 2018 | 2019 | 2020 | 2021 | 2022 |